# Aris Limasol
Aris Limasol (Grieks: Άρης Λεμεσού) is een Cypriotische voetbalclub uit Limasol.
De club speelde al vele seizoenen in de hoogste klasse maar staat in de schaduw van stadsgenoten AEL en Apollon. In 1989 werd de finale van de beker gehaald, maar Aris verloor daar van AEL.
Hoewel de eerste klasse de thuishaven is van de club zijn ze de afgelopen twintig jaar meer een liftploeg tussen de eerste en tweede divisie, de laatste promotie dateert van 2015.

## Erelijst
- Landskampioen: 2023
- Beker van Cyprus :

Finalist: 1989
- Supercup Cyprus : 2023
- Cypriotische Tweede Divisie : 1954, 1956, 1994, 2011, 2013

## In Europa
Uitslagen vanuit gezichtspunt Aris Limasol
| Seizoen | Competitie        | Ronde        | Land                  | Club               | Totaalscore | 1e W    | 2e W         | PUC |
| ------- | ----------------- | ------------ | --------------------- | ------------------ | ----------- | ------- | ------------ | --- |
| 2022/23 | Conference League | 2Q           | Vlag van Azerbeidzjan | Neftçi Bakoe       | 2-3         | 2-0 (T) | 0-3 (U)      | 1.0 |
| 2023/24 | Champions League  | 2Q           | Vlag van Wit-Rusland  | FK BATE Borisov    | 11-5        | 6-2 (T) | 5-3 (U)      | 6.0 |
|         |                   | 3Q           | Vlag van Polen        | Raków Częstochowa  | 1-3         | 1-2 (U) | 0-1 (T)      | 6.0 |
| 2023/24 | Europa League     | PO           | Vlag van Slowakije    | Slovan Bratislava  | 7-4         | 1-2 (U) | 6-2 (T)      | 6.0 |
|         |                   | Groep C      | Vlag van Tsjechië     | Sparta Praag       | 3-6         | 2-3 (U) | 1-3 (T)      | 6.0 |
|         |                   | Groep C      | Vlag van Schotland    | Rangers FC         | 3-2         | 2-1 (T) | 1-1 (U)      | 6.0 |
|         |                   | Groep C (4e) | Vlag van Spanje       | Real Betis         | 1-5         | 0-1 (T) | 1-4 (U)      | 6.0 |
| 2025/26 | Conference League | 2Q           | Vlag van Hongarije    | Puskás Akadémia FC | 5-2         | 3-2 (T) | 2-0 (U)      | 2.5 |
|         |                   | 3Q           | Vlag van Griekenland  | AEK Athene         | 3-5         | 2-2 (T) | 1-3 (nv) (U) | 2.5 |

Totaal aantal punten voor UEFA coëfficiënten: 9.5
Zie ook
- Deelnemers UEFA-toernooien Cyprus
- Ranglijst van alle clubs die in de diverse Europa Cups zijn uitgekomen

## Bekende (oud-)spelers
- Oleh Blochin
- Christo Jovov
- Evariste Ngolok
- Andrei Stepanov

## Bekende (ex-)trainers
- Henk Houwaart
- Stéphane Demol
- Fred Vanderbiest

AEK Larnaca · 
AEL Limasol ·  
Anorthosis Famagusta · 
APOEL Nicosia · 
Apollon Limasol · 
Aris Limasol · 
Enosis Neon Paralimni · 
Ethnikos Achna ·  
Karmiotissa FC ·
Nea Salamina Famagusta ·
Omonia Aradippou · 
Omonia Nicosia · 
PAC Omonia 29M · 
Paphos FC